# Momo Belia Deviluke
Momo Belia Deviluke (モモ・ベリア・デビルーク?, Momo Beria Debirūku) è un personaggio immaginario creato da Saki Hasemi e Kentarō Yabuki, apparso per la prima volta nella serie manga To Love-Ru sulla rivista Weekly Shōnen Jump nel 2008. 
Momo è la sorella minore di Lala Satalin Deviluke e la sorella gemella minore di Nana Astar Deviluke, presentandosi come la più dispettosa e astuta delle tre sorelle. Entrambe le gemelle fuggono sulla Terra per evitare di continuare a passare le loro giornate a studiare sul loro pianeta natale Deviluke. Mentre Nana è in grado di comunicare con gli animali, Momo ha la capacità unica di parlare alle piante. Sebbene sia un personaggio secondario ricorrente nella serie originale To Love-Ru, Momo diventa una delle protagoniste femminili nel sequel To Love-Ru Darkness, in cui trama per costruire (e far parte di) un harem di ragazze attorno al protagonista Rito Yūki, di cui si innamora profondamente.

## Sviluppo e creazione
Come per gli altri membri della famiglia reale di Deviluke apparsi nella serie, il secondo nome di Momo "Belia" (ベリア?, Beria) è sia un riferimento ai demoni Belial o Berith, ma anche a Belzebù, che era uno dei tre spiriti superiori (o la Trinità empia) dell'Inferno, insieme a Lucifero (Satana) e Astaroth, i cui nomi hanno ispirato quelli di Lala Satalin Deviluke e Nana Asta Deviluke.

## Aspetto e personalità
Momo ha i capelli rosa corti e gli occhi viola. Nel manga, i capelli di Momo erano crespi, ma all'inizio di To Love-Ru Darkness si liscia i capelli nella speranza che Rito la vedesse più matura. Ha anche due fermacapelli a forma di fiorellini. Come tutti gli abitanti di Deviluke, Momo ha una lunga coda nera con la punta a forma di picca. Il suo seno è piuttosto grande per la sua età. Simile alla gemella Nana, Momo ama vestirsi in uno stile Gothic Lolita, anche se il suo abbigliamento è generalmente di colore nero e verde, al contrario di quello di sua sorella, che è nero e rosso. Tra le altre cose, la coda di Momo è particolarmente sensibile, tanto in modo che possa indebolirla al semplice tocco di una persona, oltre a provocare in lei eccitazione (infatti, a volte Momo si tocca la coda per sfogare i propri istinti).
A differenza della sorella gemella Nana, ha una personalità molto più dolce, amichevole e calcolatrice. Tuttavia, quando si arrabbia, è la più terrificante e sadica delle tre sorelle, cambiando completamente il suo carattere e il modo di fare le cose (in questo stato mostra una zanna sul lato destro della bocca).
Per certi aspetti è mentalmente più matura delle sue sorelle, soprattutto per quanto riguarda il sesso. Come Lala, non ha il senso del pudore e non le dispiace di essere vista nuda. È piuttosto perversa, un lato di sé che mostra solo a Rito, che brama e ama. Momo è molto intelligente (anche se meno di Lala) ed è un'esperta nel campo delle piante extraterrestri e della tecnologia. Di solito si comporta come una ragazza educata e normale con una forte autostima, ma in realtà è molto intrigante, misteriosa e riflessiva. Il suo "piano harem" attentamente pianificato è uno dei temi principali della serie Darkness. Ogni volta che Momo si fa prendere dal momento di immaginare una situazione ecchi con Rito e qualche altra ragazza, ha la tendenza a sbavare. Molte volte si intrufola nel suo letto di notte mezza nuda per dormire con lui. Uno dei motivi principali per cui le piace Rito è perché ama le sue tendenze lussuriose involontarie che mostra quando dorme. Ha rifiutato la possibilità di essere baciata accidentalmente da Rito nel sonno, volendo ricevere un bacio da lui solo quando vuole.

## Poteri e abilità
Come tutti gli abitanti di Deviluke, le abilità fisiche di Momo sono incredibilmente elevate. Momo possiede una forza incredibile e ha anche la capacità di sparare fulmini dalla punta della coda, quando usa questa abilità in tandem con quella di Nana, crea un colpo di luce ancora più potente. Come le sue sorelle, anche Momo diventa debole ogni volta che qualcuno le tocca la coda (tuttavia, data la sua personalità, a quanto pare le piace perché ha un sentimento erotico). Tuttavia, la sua abilità più notevole è comunicare con tutta la vita vegetale. Viene rivelato che questo è il risultato dell'essere di discendenza Charmiana. Condivide una connessione con la vita vegetale sin dalla nascita, essendo in grado di comunicare con loro.
Momo ha anche un grande intelletto e un'attitudine con la tecnologia di sua sorella Lala, come creare il videogioco del mondo virtuale Trouble Quest, programmare un cyber safari per Nana e generare una barriera invisibile. In termini di tecnologia, non è intelligente come Lala, ma molto più di Nana. La capacità di Momo di comprendere la vita vegetale le consente di diventare una botanica esperta. Comprende la biologia e la chimica della maggior parte della vita vegetale nella galassia e le capacità e gli effetti delle loro spore, pollini e altre caratteristiche. Mantiene il suo giardino interplanetario, a cui è in grado di accedere tramite il suo telefono per chiamare una qualsiasi delle sue piante e usare le loro abilità per vari scopi, incluso il combattimento. Ha anche dimostrato di essere un'attrice molto brava. In particolare, riesce a indurre tutti a pensare che sia una ragazza dolce e innocente.

## Apparizioni

### InTo Love-Ru
Come figlia del Re Re Gid Lucion Deviluke e Sephie Michaela di Deviluke, un pianeta alieno molto distante dalla Terra, Momo, la sorella minore di Lala Satalin Deviluke e gemella di Nana Astar Deviluke, detiene il titolo di "Terza principessa di Deviluke", in quanto è la più giovane delle tre sorelle. Fin dall'infanzia, Momo e Nana hanno sempre litigato. Ogni volta che litigavano, Lala trovava sempre il modo per far riconciliare i gemelli e Zastin (guardia del corpo personale di Lala) per non arrabbiarsi con loro. Ad un certo punto nel tempo prima degli eventi della serie, Momo ha viaggiato attraverso la galassia e ha incontrato tonnellate di piante provenienti da mondi diversi, facendo amicizia con tutte loro grazie alla sua capacità di comunicare con esse. Momo, al fianco di Nana, fa la sua prima apparizione nel capitolo 97 di To Love Ru, in cui i gemelli arrivano sulla Terra e trasportano praticamente l'intero cast del manga in un gioco di ruolo all'interno di Trouble Quest, un gioco di realtà virtuale che Momo e Nana hanno programmato e utilizzato per determinare se Rito Yūki è degno di essere fidanzato a Lala o no. Alla fine, dopo che tutti sono usciti da Trouble Quest, le gemelle si scusano con Lala per tutti i problemi che hanno causato prima di tornare da Deviluke. Alcuni capitoli dopo, sono tornate sulla Terra dopo essere fuggite da Deviluke e dai loro studi. Tuttavia, hanno dimenticato che anche Zastin stava sulla Terra, che è stato incaricato dal loro padre di riportarli a casa. Alla fine, sconfissero Zastin e i suoi assistenti e convinsero il padre che sarebbero rimasti sulla Terra con Lala.
Durante il soggiorno di Momo e Nana a casa Yuki, hanno creato la loro casa in soffitta usando la tecnologia della distorsione spaziale. Si prendono anche cura di tutte le loro necessità per evitare di disturbare la sorella minore di Rito, Mikan Yuki, per cucinare, pulire, ecc. Tuttavia, a volte scendono a mangiare i piatti di Mikan. Durante la serie, Momo sviluppa gradualmente sentimenti di affetto per Rito nonostante sia il fidanzato di sua sorella Lala. Spesso fantastica situazioni perverse con Rito e desidera che diventi sessualmente attivo nei suoi confronti. Momo si intrufola costantemente nella stanza di Rito per dormire con lui, a volte anche seminuda, rivelando il lato lussurioso di Momo. Ogni volta che le viene chiesto della situazione, dice semplicemente che è entrata accidentalmente nella stanza di Rito mentre lei è mezza addormentata. Momo ha anche affermato che sa che Rito non ricambierà i suoi sentimenti e che si accontenta solo di essere un'amante. Alla fine della serie, nel tentativo di confessare il suo amore per la sua compagna di classe e cotta di lunga data Haruna Sairenji, Rito fallisce e, invece, la sua confessione viene indirizzata accidentalmente a Nana e ad altre tre ragazze.

### InTo Love Ru Darkness
In To Love Ru Darkness, Momo assume il ruolo della protagonista femminile principale insieme a Yami. Volendo l'amore di Rito, ma non volendo causare conflitti tra Lala o Haruna, Momo si rende conto che se Rito diventa il prossimo re di Deviluke, le leggi della Terra non si applicheranno a lui, permettendo a Rito di creare un harem dove può mostrare apertamente i suoi affetti. Per realizzare questo, Momo organizza l'"operazione Harem" (ハーレム計画?, Haremu Keikaku), un piano originariamente proposto da Lala per garantire che ogni ragazza innamorata di Rito possa sposarlo. La prima fase del piano prevede che Momo entri al Liceo Sainan come studentessa in modo da poter monitorare da vicino Rito e i personaggi femminili, mentre la seconda fase consiste nel trasformare Rito in un "playboy" in modo che si incarichi di creare un harem. Per fare questo, Momo manipola varie circostanze che coinvolgono Rito e i personaggi femminili in modo che finiscano in una situazione romantica.
Finora, lei stessa, Lala, Haruna, Nana, Mikan (nonostante sia la sorella di Rito), Darkness, Yui Kotegawa, Run Elise Jewelria e Rin Kujou fanno parte del Piano Harem, con Saki Tenjouin, Risa Momioka, Mio Sawada, Mea Kurosaki, Kyouko Kirisaki, Tearju Lunatique e Sayaka Arai in fase di considerazione per far parte del piano, ma non è ancora ufficiale se faranno parte del piano alla fine. A partire dal momento presente, il Piano Harem di Momo sta gradualmente entrando in vigore mentre Rito, che inizialmente aveva rifiutato l'idea, sta lentamente iniziando a considerarlo.
Nel corso della serie, Momo cerca continuamente di trovare modi per far innamorare ogni ragazza intorno a Rito come parte dell'operazione harem. A volte comprava giochi di simulazione d'amore come parte della sua ricerca per il piano, che usa per creare l'atmosfera per lui e per una certa ragazza con cui è o anche quando è lei. Spera che un giorno Rito possa ricambiare il suo amore così come l'amore di ogni ragazza che prova qualcosa per lui. Dopo che sua madre, Sephie, è venuta a trovarli, Momo spera di non scoprire l'operazione harem, ma dopo un breve momento con Rito, Sephie si rende presto conto che sua figlia non sta solo pianificando un harem per Rito, ma spera anche di farlo essere una parte di questo. Da quando ha parlato con sua madre, Momo ha espresso dubbi sul fatto che sarebbe stata soddisfatta del Piano Harem. In particolare, quando apprende che Rito e Haruna si sono baciati accidentalmente, invece di diventare felice ed entusiasta come farebbe ogni volta che Rito si sviluppa con le altre ragazze, Momo diventa preoccupata e inquieta; si sente una perdente, con sua grande sorpresa. Nonostante questo, spinge Rito a confessarsi finalmente ad Haruna. Quando Momo osserva i tentativi di Rito e Haruna di confessarsi ancora una volta non sono andati da nessuna parte, Momo in qualche modo si sente sollevata. Tuttavia, dopo che Lala riafferma il proprio amore per Rito e la soddisfazione nel ricevere amore da lui nonostante il suo amore per Haruna, Momo ribadisce anche la propria soddisfazione nel ricevere il suo amore e ripristina la sua determinazione a riprendere l'operazione Harem.

### In altri media
Oltre che nel manga e nell'anime, Momo è apparsa in quattro videogiochi dedicati a To Love Ru: To Love Ru Darkness — Battle Ecstasy, To Love Ru Darkness — Idol Revolution, To Love Ru Darkness — True Princess e To Love Ru Darkness: Gravure Chance.

## Accoglienza

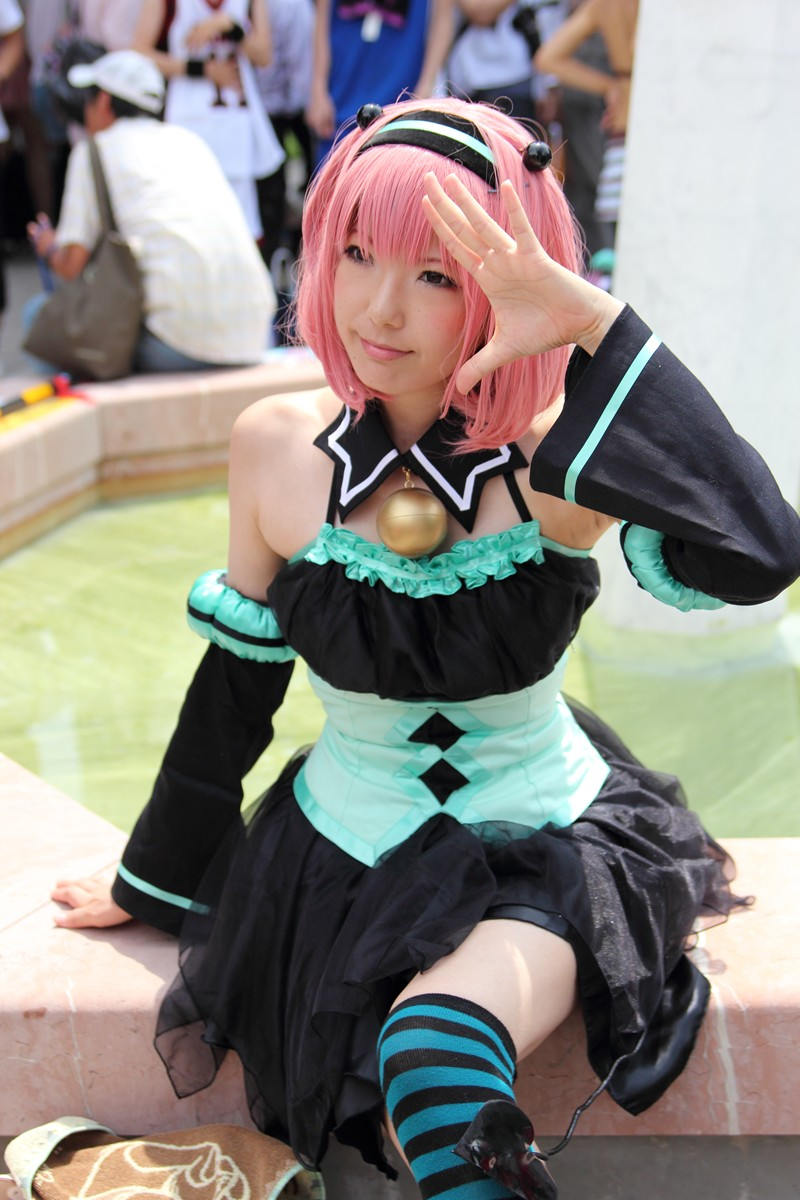
Una cosplayer di Momo nel 2012.

In un sondaggio lanciato sul numero di giugno 2015 della rivista Jump Square di Shūeisha per sondare la popolarità delle eroine di To Love-Ru Darkness tra i lettori, i cui risultati sono usciti nel mese di ottobre dello stesso anno, Momo si è classificata al sesto posto per le domande "quale personaggio vorresti che fosse la tua ragazza (o moglie)?" e "quale personaggio vorresti essere nella tua famiglia?", settima per il quesito "quale personaggio sarebbe il tuo preferito se tutte le eroine facessero parte di un gruppo di idol?" e decima alla domanda "quale personaggio vorresti che fosse tuo amico?". Parallelamente allo svolgimento di tale sondaggio, il periodico digitale Anime News Network ha proposto ai suoi lettori lo stesso sondaggio; in quest'occasione, Momo si è classificata prima per il quesito "quale personaggio sarebbe il tuo preferito se tutte le eroine fossero in un gruppo di idol?", seconda per la domanda "quale personaggio vorresti che fosse la tua ragazza (o moglie)?", terza al quesito "quale personaggio vorresti che fosse tuo amico?" e quarta per "quale personaggio vorresti che fosse nella tua famiglia (ma non come moglie / fidanzata)?" e "con quale personaggio vorresti cambiare corpo per un solo giorno?".
Nel 2015 Max Factory ha realizzato una action figure a grandezza naturale dedicata a Momo con indosso un abito da sposa, esposta poi al Tora no Ana di quell'anno. A partire da giugno 2016, sono state rese disponibili altre dieci copie al pubblico al prezzo di 2,5 milioni di yen (27 000 dollari), rendendola la quarta figure dedicata ad un personaggio di un manga più costosa di sempre.
In una recensione per To Love Ru Darkness, Theron Martin di Anime News Network ha definito Momo "connivente" e "calcolatrice", notando inoltre come lei diventi effettivamente la protagonista femminile principale della serie, il che ha portato Lala e Haruna a essere relegate in un "mero status di supporto del cast", con entrambi che hanno fatto poco più che apparizioni cameo in molti episodi. Martin ha anche detto: 
In un'altra recensione per Darkness, Martin ha affermato che la continua introspezione di Momo su ciò che sta facendo con l'operazione Harem è diventata" meno critica, "ma comunque abbastanza carnosa" da mantenere il suo ruolo di coprotagonista con Rito.
Recensendo la serie animata Darkness, Allen Moody di THEM Anime Reviews considera Momo un personaggio "libidinoso", affermando di averlo selezionato tra diversi epiteti sessuali che la possano rappresentare; condivide con Martin di ANN l'idea che sia stata effettivamente promossa a eroina, mettendo purtroppo in secondo piano la sorella maggiore Lala, e ritiene che si cerchi di mostrare in qualche modo che l'amore provato da Momo per Rito sia "puro e innocente", nonostante l'aliena cerchi di approcciarsi a lui in maniera evidentemente più da "professionista esperta".